# Romeins theater van Lissabon
Het Romeins theater van Lissabon was het antieke Romeinse theater in de Portugese stad Lissabon. Het theater stond op de zuidelijke helling van de burchtheuvel van het Castelo de São Jorge.
Het theater werd oorspronkelijk gebouwd aan het begin van de 1e eeuw n.Chr., tijdens de regering van keizer Augustus. Al in 57 werd het theater herbouwd. Het theater had een doorsnede van 60 meter en bood plaats aan ongeveer 4.000 toeschouwers. Het was een van de eerste grote monumentale bouwwerken die werd opgericht om de toenmalige stad Olisipo te verfraaien.
In de 4e eeuw raakte het theater buiten gebruik en verviel tot een ruïne, waarop in de loop der eeuwen nieuwe gebouwen verrezen. Het theater raakte zo in de vergetelheid. Na de zware aardbeving in 1755 lag de stad in puin. Bij herbouwwerkzaamheden in 1798 werden de restanten van het antieke theater bij toeval weer ontdekt. Vanaf 1967 zijn bij verdere opgravingen delen van het theater blootgelegd, zoals het podium en een deel van de tribune. In een 17e-eeuws gebouw dat bovenop het theater werd gebouwd is een Romeins museum gevestigd.